# المترجم (فلم)
المترجم فيلم روائي طويل من إخراج رنا كزكز وأنس خلف. تم إنتاج الفيلم بدعم من المنح التمويلية من مؤسسة الدوحة للأفلام، وحاز على العديد من الجوائز بما في ذلك مهرجان كان السينمائي L'Atelier de la Cinefondation في عام 2017، وجائزة CNC في اجتماعات مهرجان إسطنبول السينمائي على الجسر في عام 2017، وTribeca منحة الخريجين في 2018.     

## القصة
يعود سوري منفي يعيش في أستراليا بعد أن اعتقل نظام الأسد شقيقه عام 2011.

#### الجوائز
| جائزة                                             | سنة  |
| ------------------------------------------------- | ---- |
| جائزة الجمهور ، مهرجان Biografilm ، إيطاليا       | 2021 |
| جائزة الجمهور ، مهرجان لونيل السينمائي ، فرنسا    | 2021 |
| جائزة Arte في Cinefondation ، كان ، فرنسا         | 2017 |
| جائزة CNC في اجتماعات على الجسر ، اسطنبول ، تركيا | 2017 |